# Gorenje
Gorenje es un fabricante de electrodomésticos esloveno, cuya sede social se encuentra en la ciudad de Velenje (Estiria eslovena). Es propiedad de la multinacional china Hisense. La producción de Gorenje incluye lavadoras, hornos, frigoríficos, microondas, placas, campanas de cocina y lavavajillas.
La empresa fue fundada en 1950 en la localidad homónima y en 1960 se trasladó a la cercana Velenje. Sus ganancias en el año 2017 rondaban los 1300 millones de €, llegando a exportar aproximadamente un 90% de su producción, principalmente a los mercados de la UE. Gorenje da empleo a unas 10.500 personas en todo el mundo.